# جونگ هه سون
جونگ هه سون (کره‌ای: 정혜선؛ زادهٔ ۲۱ فوریهٔ ۱۹۴۲) بازیگر اهل کره جنوبی است. از فیلم‌ها یا مجموعه‌های تلویزیونی که وی در آن نقش داشته‌است می‌توان به مرد سیندرلایی، نان، عشق و رؤیاها، افتخار جین، خداحافظ آقای سیاه‌پوش، گونگ شیم زیبا و قایم‌موشک اشاره کرد.